# Rio Águeda (Vouga)
O Rio Águeda é um dos afluentes do rio Vouga. Nasce na Serra do Caramulo, próximo do lugar de Monteteso (freguesia de Varzielas) no  concelho de Oliveira de Frades. Atravessa a vila de São João do Monte, onde no seu leito e margens foi construída a Praia Fluvial do Paraíso, situada entre duas pontes: Ponte Nova e Ponte Velha (estilo românico). Tem cerca de 40 km de extensão, banha a cidade de Águeda e desagua no Vouga em Eirol, concelho de Aveiro.
Os vales dos rios Águeda e Cértima, em conjunto com a Pateira de Fermentelos, foram inserida na lista de sítios Ramsar.

## Afluentes
- Rio Cértima
- Corga do Plame
- Corga do Gavanho
- Corga do Rossio
- Ribeiro de Dornas
- Rio Agadão
- Rio Alfusqueiro